# Locknevi
Locknevi är kyrkbyn i Locknevi socken i Vimmerby kommun i Kalmar län. Locknevi klassades som en småort av SCB år 1995.
I byn finns Locknevi kyrka. Vid kyrkan finns ett gravfält. Locknevi fick 1620 rättigheter som lydköping under Västerviks stad men denna verksamhet upphörde så småningom.